# Chondrina bergomensis
Chondrina bergomensis is een slakkensoort uit de familie van de Chondrinidae. De wetenschappelijke naam van de soort is voor het eerst geldig gepubliceerd in 1850 door Kuster.